# العلاقات بين وحدات حماية الشعب والجيش السوري الحر
العلاقات بين وحدات حماية الشعب (YPG) والجيش السوري الحر (FSA) غير واضحة ومتباينة بين فصائل الجيش السوري الحر المختلفة. كلاهما يعارضان تنظيم الدولة الإسلامية. ومع ذلك، وقعت عدة اشتباكات بين الاثنين. تحت ضغط من الولايات المتحدة (التي ساعدت كليهما)، قامت بعض مجموعات الجيش السوري الحر بالتنسيق مع وحدات حماية الشعب لمحاربة داعش تحت اسم القوات الديمقراطية السورية، على الرغم من أن بعض مجموعات الجيش السوري الحر الأخرى ظلت في صراع مع وحدات حماية الشعب وقوات سوريا الديمقراطية، بما في ذلك مجموعات الجيش السوري الحر. في قوات سوريا الديمقراطية.

## الجدول الزمني

### 2012–13

#### اشتباكات مبكرة
وقعت أولى حوادث القتال بين وحدات حماية الشعب والجيش السوري الحر في الفترة ما بين 29 يونيو و2 يوليو 2012. اندلعت اشتباكات بين مجموعات من الجيش السوري الحر وحزب الاتحاد الديمقراطي في مدينة عفرين، قُتل خلالها مقاتلان متمردان وعضو سابق في حزب الاتحاد الديمقراطي.
في 25 أكتوبر، انتقل حوالي 200 متمرد إلى منطقة الأشرفية في منطقة الشيخ مقصود في مدينة حلب التي تسيطر عليها وحدات حماية الشعب. وكانت هذه هي المرة الأولى التي تتحرك فيها القوات الحكومية أو قوات المتمردين بشكل كبير داخل المناطق الكردية. وفي السابق، كانت المنطقة تعتبر محايدة حيث اشتبكت الميليشيات الكردية مع وحدات المتمردين والجيش. ويُزعم أن وحدة المتمردين المسؤولة هي لواء التوحيد الذي قيل للسكان المحليين "نحن هنا لقضاء العيد معكم". وتتمتع الأشرفية بأهمية كونها جزء من مرتفعات المدينة وتسيطر على الطرق بين شمال وجنوب حلب. وصدن محاولات المتمردين السابقة للانتقال إلى المنطقة.

الوضع في منطقة عفرين اعتباراً من 22 يونيو 2013

ادعى نشطاء المتمردين أن القوات الكردية إما توصلت إلى اتفاق مع المتمردين للسماح لهم بالتقدم السريع أو ساعدت المتمردين ببساطة عن طريق مغادرة نقاط التفتيش الخاصة بهم بين عشية وضحاها. بل إن أحد المتحدثين باسم المتمردين ذهب إلى حد الإشارة إلى أن القوات الكردية قد تنضم إلى الجيش السوري الحر.
في 26 أكتوبر، اشتبك المتمردون مع الميليشيات الكردية التي حاولت منعهم من دخول حي الشيخ مقصود. قُتل 19 متمرداً و3-5 مقاتلين أكراد. وقال أحد القادة الأكراد إن لديهم "اتفاق شرف" مع المتمردين بأنهم لن يدخلوا المناطق الكردية وأن المتمردين انتهكوه عندما دخلوا الأشرفية. وبحسب تقرير آخر للناشطين الذين نظموا احتجاجًا كرديًا عند نقطة تفتيش تابعة لحزب الاتحاد الديمقراطي بين منطقتي الأشرفية والشيخ مقصود الكرديتين، فتح المقاتلون المتمردون النار على المتظاهرين، مما أسفر عن مقتل ثمانية أشخاص وخمسة جرحى. وحذر الأكراد من أن ذلك قد يؤدي إلى اشتباكات بين المقاتلين العرب والأكراد في المنطقة. بشكل عام، ذكر حزب الاتحاد الديمقراطي أن 10 أكراد قتلوا خلال الاشتباكات، بمن فيهم المقاتلون الثلاثة. وقدر المرصد السوري لحقوق الإنسان عدد القتلى الأكراد بـ 11، ليصبح المجموع 30 قتيلا، بما في ذلك 19 متمردا. وتم أسر 200 شخص نتيجة القتال. وأسر حزب الاتحاد الديمقراطي 20 مقاتلاً متمرداً، بينما اعتقل المتمردون 180 كردياً ومدنياً ومقاتلاً، 120 منهم بالقرب من بلدة حيان. وقال المرصد السوري لحقوق الإنسان إن حزب الاتحاد الديمقراطي لا يزال يسيطر على حي الأشرفية. وألقى بيان لحزب الاتحاد الديمقراطي نشر بعد القتال باللوم على الجيش السوري والجيش السوري الحر في أعمال العنف. وقال البيان: "لقد اخترنا أن نبقى على الحياد، ولن ننحاز إلى أي طرف في حرب لن تجلب سوى المعاناة والدمار لبلادنا". وقال المتمردون إن الاشتباكات بدأت بعد أن هاجمت قواتهم مجمعا أمنيا في الأشرفية، والذي كان يدافع عنه مقاتلو حزب العمال الكردستاني والقوات الحكومية.
في 28 أكتوبر، بالقرب من قرية يازي باه الكردية، بالقرب من الحدود التركية في ريف حلب، ورد أن قوات المتمردين حاولت اقتحام بلدة قسطل جيندو (القسطل). خلال القتال الذي أعقب ذلك بين حزب الاتحاد الديمقراطي والمتمردين، قُتل 4-5 مقاتلين متمردين. ومن بين القتلى أيضا أبو إبراهيم قائد لواء عاصفة الشمال المتمرد. وسبق أن أعلن مسؤوليته عن اختطاف 11 زائرا شيعيا لبنانيا. وفي اليوم التالي، أفاد المرصد السوري لحقوق الإنسان أن كرديًا أسره المتمردون بالقرب من حيان، تعرض للتعذيب حتى الموت.
في 30 أكتوبر، وهو اليوم الثالث على التوالي من الاشتباكات في القسطل، قصفت البلدة بقذائف الهاون من معقل المتمردين في أعزاز. كما وقع إطلاق نار متقطع بالقرب من القرية. وفي الوقت نفسه، وفي جولة جديدة من الاشتباكات في المناطق الكردية في مدينة حلب، فتح المتمردون النار على المتظاهرين الأكراد مما أسفر عن مقتل ثلاثة منهم. وفي اليوم التالي، نصب مقاتلو حزب الاتحاد الديمقراطي كميناً للمتمردين بالقرب من معبر باب السلامة الحدودي التركي الذي يسيطر عليه المتمردون، مما أسفر عن مقتل أحد المقاتلين وإصابة اثنين. في 2 نوفمبر، أفادت التقارير أن المتمردين أعدموا شاها علي عبده، قائدة ميليشيا حزب الاتحاد الديمقراطي الكردي، التي أسروها سابقًا في مدينة حلب أثناء قيامها بمهمة لإعادة جثث المقاتلين المتمردين الذين قتلوا خلال الاشتباكات بين الجيش السوري الحر والقوات الكردية. ميليشيا. وتبين لاحقًا أن التقارير المتعلقة بإعدام شاها علي عبده غير صحيحة حيث ظهرت دون أن تصاب بأذى في بلدة عفرين بعد 9 أيام. وفي اليوم التالي، أدت غارة جوية حكومية على رأس العين إلى مقتل 7 متمردين.

## المنتميين إلى مجموعات الجيش السوري الحر

### فصائل الجيش السوري الحر المتحالفة مع وحدات حماية الشعب
تميل الجماعات المتمردة في المجلس العسكري الأعلى التابع لمجلس قيادة الثورة السورية إلى الدخول في صراع مباشر مع وحدات حماية الشعب. ومع ذلك، اندمجت بعض مجموعات الجيش السوري الحر السابقة في بركان الفرات، إلى قوات سوريا الديمقراطية.
- جيش الثوريون جبحات العكراد[22][23]
  - جبح العكراد
- كتيبة الشمس الشمالية[24]
- كتيبة الشمالية الديمقراطية[24]
- الجبهة ثوار الرقة، بما في ذلك فرعها[25][24]
- كتيبة رقة هوكس[24]
- فرقة التحرير[24]
- قوات النخبة السورية[24]
- فرقة الرقة الحرة[24]
- فرقة تحرير الفرات[24]
- كتيبة منبج التركمانية[24]
- كتيبة الثوريون منبج[24]
- كتائب الفرات جروبولوس بما في ذلك فرعها[24]
- شركة جروبولوس (متوفاة) [24]
- ثوريين من جبهة تل أبياد[24]